# Liaocheng
Liaocheng léase Liáo-Cheng (en chino: 聊城;市,pinyin: Liáochéng shì) es una ciudad-prefectura en la provincia de Shandong, República Popular China.  Limita al norte con Dezhou,al sur con Jining,al oeste con Handan y al este con la Jinan. Su área es de 8715 km² y su población es de 5,7 millones.
En 2007, la ciudad fue nombrada una de las diez ciudades más habitables de China por el Informe de Valor de Ciudades Chinas, que se presentó en la Cumbre de Ciudades Chinas en Pekín.

## Administración
La ciudad prefectura de Liaocheng administra 1 distrito, 1 ciudad y 6 condados:
- Distrito Dongchangfu (东昌府区)
- Ciudad Linqing (临清市)
- Condado Yanggu (阳谷县)
- Condado Dong'e (东阿县)
- Condado Chiping (茌平县)
- Condado Gaotang (高唐县)
- Condado Guan (冠县)
- Condado Shen (莘县)

-Estos se deviden en 134 municipios-.